# 2182 Семірот
2182 Семірот (2182 Semirot) — астероїд головного поясу, відкритий 21 березня 1953 року.
Тіссеранів параметр щодо Юпітера — 3,197.